# Jacky Liew

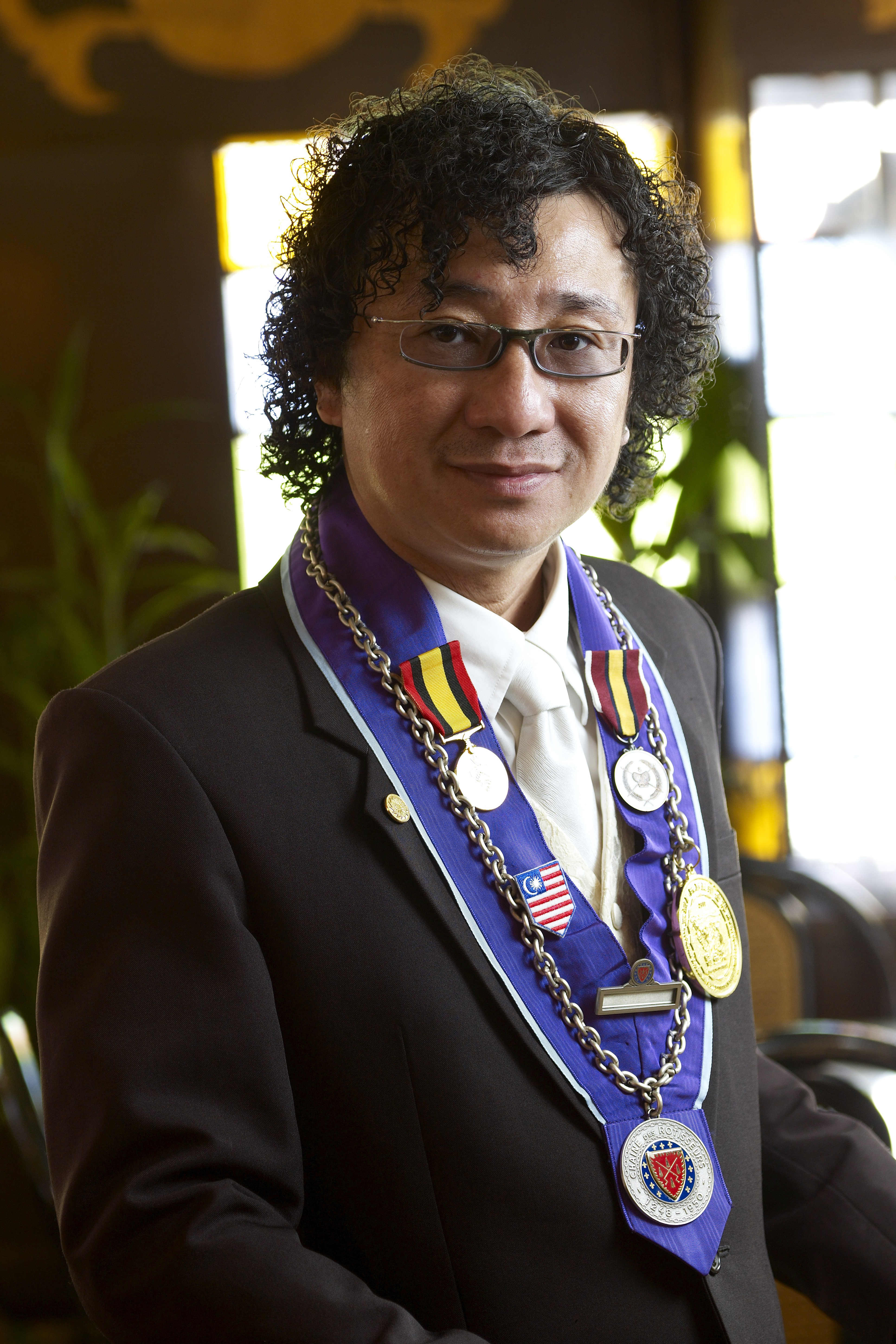
Jacky Liew

Jacky Liew, auch bekannt als Liao Chenglan und Shi Gongzi, ist ein malaysischer Kolumnist und Kritiker für Delikatessen sowie Richter des internationalen Kochwettbewerbs und die erste Person, die als Gourmet in Malaysia bekannt ist.
Seine Familie stammt aus der Provinz Guangdong in China. Er war als Dozent in der landwirtschaftlichen Hochschule und Gruppenberater tätig. 2008 wurde er vom malaysischen Sultan Tuanku Jaafar mit der Medal of Social Service Excellence ausgezeichnet. Im selben Jahr wurde ihm das Abzeichen „Meister der Gastronomie“ der Confrérie de la Chaîne des Rôtisseurs verliehen.